# Geomyersia
Genre
Geomyersia est un genre de sauriens de la famille des Scincidae.

## Répartition
Les espèces de ce genre se rencontrent dans l'archipel Bismarck et dans l'archipel des îles Salomon.

## Liste des espèces
Selon The Reptile Database (25 septembre 2012) :
- Geomyersia coggeri Greer, 1982
- Geomyersia glabra Greer & Parker, 1968

## Publication originale
- Greer & Parker, 1968 : Geomyersia glabra, a new genus and species of scincid lizard from Bougainville, Solomon Islands with comments on the relationship of some lygosomine genera. Breviora, no 302, p. 1-17 (texte intégral).